# Patrick Peyton
Patrick Peyton (Attymass, Mayo, 9 de janeiro de 1909 — Los Angeles, 3 de junho de 1992) foi um padre católico irlandês. Era membro da Congregação de Santa Cruz, pároco de Hollywood e fundador da Cruzada do Rosário em Família - movimento autorizado pela Igreja que visava unir as famílias em torno da oração.
Padre Peyton tornara-se extremamente grato à Nossa Senhora pela recuperação de sua saúde e, com a permissão dos seus superiores, iniciou a uma cruzada, na qual pregava a importância da oração, especialmente quando feita em família. Era conhecido como "o padre de Hollywood", pelo gosto por holofotes e multidões.
A visita do Padre Peyton ao Brasil, em 1963, teve também um sentido de pregação anticomunista e contou com o apoio da CIA, no contexto da Guerra Fria, contribuindo para a preparação do golpe militar de 1964.
Em 18 de dezembro de 2017, o papa Francisco o declarou "venerável".

## Padre Peyton no Brasil
Segundo escreve Hugh Wilford em The Mighty Wurlitzer, How the CIA played America, a vinda do Padre Peyton ao Brasil foi decidida no final de 1962, em Washington, com apoio da Agência Central de Inteligência (CIA), no contexto da guerra fria. A operação clandestina mais importante para derrubar João Goulart foi intermediada por um multimilionário devoto do catolicismo, J. Peter Grace (1913 - 1995). Não era apenas uma questão de fé. Grace tinha interesses econômicos na América do Sul em transporte, açúcar e mineração. Wilford descreve Peter Grace como "um homem decidido", que "sempre usou dois relógios - um mostrando a hora local de onde estava, e outro com a hora da sede da empresa, em Nova York. Ele também carregava um revólver na cintura." Católico devoto, era integrante da Ordem dos Cavaleiros de Malta, uma organização católica, através da qual exercia grande influência na hierarquia católica dos Estados Unidos. Da organização fizeram parte dois diretores da CIA, William Casey e John A. McCone. Peter Grace era chefe da Seção Americana da Ordem e, no pós-guerra, patrocinou a "Operação Clipe de Papel", que tinha a finalidade de recrutar cientistas alemães a fim de trabalharem nos Estados Unidos. Von Braun, que inclusive havia sido preso em 1944 por suspeita de traição, depois de declarar que a V-2 era destinada à exploração espacial e não à guerra, reuniu 115 colaboradores e afinal renderam-se todos aos norte-americanos.
Grace foi o intermediário entre o então diretor da CIA, Allen Dulles, e o padre Patrick Peyton, fundador da Cruzada do Rosário, dedicada a promover a Virgem Maria. Os dois pediram 500 mil dólares para financiar as atividades iniciais da Cruzada na América do Sul. Dulles gostou do projeto apresentado e convocou Grace para um encontro com o então vice-presidente Richard Nixon, na Casa Branca (ele serviu no posto de 1953 a 1961). Nixon já conhecia o multimilionário Grace, que havia apresentado meses antes a dois outros empresários com grandes interesses na América do Sul, David Rockefeller e Juan Trippe, o dono da empresa de aviação PanAm.
A Cruzada para a Oração da Família, de Nova York, foi escolhida como organização de fachada. O evento-piloto custou 20 mil dólares e aconteceu em La Serena, no Chile. Diante do sucesso da mobilização dos católicos chilenos, em 1960, o padre Peyton recebeu a promessa de financiamento de 100 mil dólares para mobilizar os católicos de Caracas. O comício final da Cruzada na Venezuela atraiu 600 mil pessoas. Em Bogotá, a multidão chegou a um milhão de pessoas. O objetivo central do projeto era derrotar candidatos de esquerda nas eleições, promovendo políticos e governos favoráveis aos Estados Unidos.
Logo depois do comício de Bogotá, houve mudança repentina de planos. O empresário Peter Grace, intermediário entre a CIA e o padre católico, informou a Peyton que doravante os alvos seriam Recife e Rio de Janeiro, numa campanha que começaria em 1962. Escreve Wilford (op.cit., p. 190-191):
A Cruzada tinha desenvolvido em 1962 uma técnica de evangelização chamada Missão Popular, que envolvia o recrutamento local de técnicos que viajavam com equipamento para mostrar filmes religiosos, feitos na Espanha, em projeções ao ar livre, com comentários de catequizadores laicos. À técnica foram acrescentados efeitos especiais espetaculares, desenvolvidos para apelar à população dos centros urbanos, como o Rio de Janeiro, onde a famosa estátua do Cristo, no Corcovado, foi decorada com um rosário iluminado de 30 metros e uma cruz de 7 metros de altura. Quando Peyton pregou na cidade, em 16 de dezembro de 1962, 1,5 milhão de brasileiros vieram ouvi-lo.
 Um ano depois, na Festa da Imaculada Conceição (8 de dezembro de 1963), também declarado o "Dia da Família" pelo presidente João Goulart, a Cruzada patrocinou uma transmissão especial de TV desde o Rio de Janeiro, com a participação de, entre outros, Bing Crosby, Pelé e Agostinho dos Santos, que cantou  Ave Maria no Morro. O programa, que também foi mostrado em outros países da América do Sul, atingiu a maior audiência da história da Cruzada do Rosário da Família.
Esses feitos espetaculares foram obtidos num período de crescente crise política no Brasil, que culminaram em março de 1964 com a derrubada do presidente João Goulart em um golpe militar liderado pelo general Humberto Castelo Branco. Goulart tinha causado insatisfação em Washington ao adotar políticas como a de indicar socialistas para o ministério, e a CIA estava profundamente envolvida nos eventos que levaram à derrubada dele, através de ligações com grupos locais de direita e organizações norte-americanas, como o American Institute for Free Labor Development (AIFLD). O AIFLD, criado em 1962 pela AFL-CIO, recebia fundos do governo dos Estados Unidos, sobretudo através da USAID (United States Agency for International Development).
Em 1962, com a aprovação do presidente dos Estados Unidos, John Fitzgerald Kennedy, o Departamento de Estado dos Estados Unidos recomenda a ida do padre Peyton ao Brasil - de acordo com dossiê publicado pelo Centro de Pesquisa e Documentação de História Contemporânea do Brasil da Fundação Getúlio Vargas. Em plena Guerra Fria, a guinada à esquerda da América Latina tira o sono do mais jovem presidente norte-americano.
João Goulart, o Jango, torna-se presidente em 1961 após renúncia de Jânio Quadros. Esvaziado pelos militares, que o fazem aceitar o parlamentarismo, assume o poder de facto, como chefe de governo, após o plebiscito de 1963, e tem o apoio da esquerda: com os brizolistas, sindicalistas e comunistas. A frágil democracia brasileira está ameaçada por radicalismos de ambos os lados.
Entra em cena um padre irlandês, de pele e cabelos muito brancos, conhecido como "o padre de Hollywood", em razão do seu gosto por multidões. Seus discos, nos quais personalidades do mundo do cinema rezavam com ele os 15 padre-nossos e 15 dezenas de aves-marias do rosário, frequentavam a lista dos mais vendidos. Sua Cruzada do Rosário em Família levava multidões às ruas, em países tão díspares como México e Uganda.
O apelo das mobilizações que o padre realizou no Brasil ia ao encontro do discurso da direita da época, segundo o qual os comunistas ateus iriam acabar com a família. Historiadores atribuem às "cruzadas" do padre Peyton a semente que levou à Marcha da Família. O seu famoso slogan era A família que reza unida, permanece unida. Além de criar a Cruzada do Rosário em Família, o padre também participou da Marcha da Família com Deus pela Liberdade.

## Morte
Após uma vida dedicada ao sacerdócio, à evangelização e à difusão do Rosário, o Padre Peyton morreu no distrito de San Pedro, em Los Angeles, no dia 3 de junho de 1992. Por suas virtudes heroicas e apostólicas, foi iniciado na Santa Sé o processo para exame da sua canonização. É considerado Servo de Deus, o primeiro estágio no processo de beatificação.

## Cruzadas pelo rosário
Em seu trabalho religioso a serviço do governo dos Estados Unidos, conduziu cerca de 40 cruzadas do rosário em muitos países, mobilizando em torno de 28 milhões de fiéis.
Ele participou de centenas de programas de rádio e televisão com muitos artistas famosos de cinema da Broadway e Hollywood, e criou, ainda, o Teatro da Família.
Nessas cruzadas, criadas a partir de Hollywood em 1947, produziu cerca de 600 programas de rádio e de televisão com cerca de 10.000 transmissões com o intuito de pregar a oração em família e alertar as populações do mundo contra o perigo comunista, desde 1947 até meados de 1969.
No caso do Brasil, a criação do movimento teve o intuito de preparar a opinião pública para o golpe militar de 31 de março de 1964.

## Peyton Memorial
O Centro de Memória Frei Peyton CSC, dedicado ao sacerdote, foi oficialmente aberto em 10 de outubro de 1998, em Attymass, Irlanda.
O Centro lembra a vida e o trabalho apostólico do “Padre do Rosário” (The Rosary Priest, em inglês) e é um local de respeito, oração e paz. O local é procurado e altamente prestigiado por peregrinos e tornou-se, também, uma atração turística. O Centro organizou as comemorações do centenário de nascimento do seu patrono no ano de 2009.